# قزل عسكر
قزل عسكر (بالروسية: Кызыл-Аскер)، (باللاتينية: Kyzyl-Suu) (بالعربية: قزل عسكر) وتعني "الجيش الأحمر"، قرية في مقاطعة تشوي في قيرغيزستان. بلغ عدد سكانها حوالي 534 نسمة عام 2009.
لتصحيح
في عام 1999، كان عدد سكان القرية 560 شخصا (295 رجلا و265 امرأة)[2]. وفقا لتعداد عام 2009، عاش 481 شخصا (240 رجلا و241 امرأة) في القرية[2].
وتم وضع بداية التسوية من خلال إنشاء مزرعة الحبوب كيزيلاسكيرسكي في عام 1930[3]

1-قاعدة كاتو. وكالة جمهورية كازاخستان المعنية بالإحصاءات. تمت أرشفته في 27 سبتمبر 2013.
2-نتائج التعداد السكاني الوطني لجمهورية كازاخستان في عام 2009. وكالة جمهورية كازاخستان المعنية بالإحصاءات. تمت أرشفته في 13 مايو 2013.
3-تاريخ s. كيزيلاسكر. تاريخ الوصول: 23 ديسمبر 2016. تمت أرشفته في 24 ديسمبر 2016.
هذه مسودة مقالة عن التسوية. ساعد ويكيبيديا من خلال استكمالها.